# Anancylus albofasciatus
Anancylus albofasciatus är en skalbaggsart som först beskrevs av Maurice Pic 1925.  Anancylus albofasciatus ingår i släktet Anancylus och familjen långhorningar. Inga underarter finns listade i Catalogue of Life.